# Wijken en buurten in Opsterland
De Nederlandse gemeente Opsterland is voor statistische doeleinden onderverdeeld in wijken en buurten. De gemeente is verdeeld in de volgende statistische wijken:
- Wijk 00 Gorredijk (CBS-wijkcode:008600)
- Wijk 01 Langezwaag (CBS-wijkcode:008601)
- Wijk 02 Terwispel (CBS-wijkcode:008602)
- Wijk 03 Beetsterzwaag (CBS-wijkcode:008603)
- Wijk 04 Ureterp (CBS-wijkcode:008604)
- Wijk 05 Bakkeveen (CBS-wijkcode:008605)

Een statistische wijk kan bestaan uit meerdere buurten. Onderstaande tabel geeft de buurtindeling met kentallen volgens het Centraal Bureau voor de Statistiek (2008):
| CBS-buurtcode | Buurtnaam                          | Inwonertal | Opp. totaal (ha) | Opp. land (ha) | Ligging                |
| ------------- | ---------------------------------- | ---------- | ---------------- | -------------- | ---------------------- |
| BU00860000    | Gorredijk                          | 6920       | 478              | 470            | Locatie in de gemeente |
| BU00860009    | Verspreide huizen Gorredijk        | 300        | 794              | 789            | Locatie in de gemeente |
| BU00860100    | Langezwaag                         | 610        | 101              | 101            | Locatie in de gemeente |
| BU00860101    | Luxwoude                           | 290        | 44               | 44             | Locatie in de gemeente |
| BU00860102    | Tijnje                             | 1080       | 220              | 219            | Locatie in de gemeente |
| BU00860107    | Verspreide huizen Langezwaag       | 750        | 1715             | 1706           | Locatie in de gemeente |
| BU00860108    | Verspreide huizen Luxwoude         | 160        | 529              | 526            | Locatie in de gemeente |
| BU00860109    | Verspreide huizen Tijnje           | 420        | 1018             | 993            | Locatie in de gemeente |
| BU00860200    | Terwispel                          | 560        | 56               | 54             | Locatie in de gemeente |
| BU00860201    | Nij beets                          | 1060       | 104              | 102            | Locatie in de gemeente |
| BU00860208    | Verspreide huizen Terwispel        | 480        | 1634             | 1593           | Locatie in de gemeente |
| BU00860209    | Verspreide huizen Nij Beets        | 640        | 1816             | 1765           | Locatie in de gemeente |
| BU00860300    | Beetsterzwaag                      | 3550       | 234              | 234            | Locatie in de gemeente |
| BU00860301    | Olterterp                          | 80         | 612              | 610            | Locatie in de gemeente |
| BU00860302    | Lippenhuizen                       | 880        | 104              | 104            | Locatie in de gemeente |
| BU00860303    | Hemrik                             | 470        | 91               | 91             | Locatie in de gemeente |
| BU00860307    | Verspreide huizen Beetsterzwaag    | 100        | 1253             | 1229           | Locatie in de gemeente |
| BU00860308    | Verspreide huizen Lippenhuizen     | 500        | 1540             | 1533           | Locatie in de gemeente |
| BU00860309    | Verspreide huizen Hemrik           | 280        | 1009             | 1004           | Locatie in de gemeente |
| BU00860400    | Ureterp                            | 3660       | 221              | 221            | Locatie in de gemeente |
| BU00860401    | Frieschepalen                      | 770        | 40               | 40             | Locatie in de gemeente |
| BU00860402    | Siegerswoude                       | 880        | 1454             | 1447           | Locatie in de gemeente |
| BU00860408    | Verspreide huizen Ureterp          | 1010       | 2397             | 2354           | Locatie in de gemeente |
| BU00860409    | Verspreide huizen Frieschepalen    | 240        | 414              | 410            | Locatie in de gemeente |
| BU00860500    | Bakkeveen                          | 1510       | 145              | 144            | Locatie in de gemeente |
| BU00860501    | Wijnjewoude                        | 1200       | 93               | 93             | Locatie in de gemeente |
| BU00860507    | Verspreide huizen Bakkeveen        | 450        | 1880             | 1874           | Locatie in de gemeente |
| BU00860508    | Verspreide huizen Wijnjewoude-Oost | 190        | 962              | 936            | Locatie in de gemeente |
| BU00860509    | Verspreide huizen Wijnjewoude-West | 650        | 1811             | 1799           | Locatie in de gemeente |